# L'incognita dei Grendel
L'incognita dei Grendel (The Legacy of Heorot) è un romanzo di fantascienza scritto dagli autori statunitensi Larry Niven, Jerry Pournelle e Steven Barnes, pubblicato nel 1987.

## Storia editoriale
L'opera appartiene alla serie di Heorot, seguita nel 1995 dal romanzo I figli di Beowulf (pubblicato per la prima volta a Londra con il titolo The Dragons of Heorot e poi negli USA, nello stesso anno, con il titolo Beowulf's Children), nel 1995 dal romanzo La strada del destino (Destiny's Road, scritto dal solo Niven) e dal romanzo intitolato The Secret of Black Ship Island del 2012.
Per descrivere la particolare e complessa ecologia del pianeta, i tre autori si sono basati sugli studi del biologo inglese Jack Cohen che ha collaborato direttamente al romanzo e ha disegnato l'anatomia del mostro protagonista dell'opera.

## Trama
(Larry Niven, Jerry Pournelle, Steven Barnes, L'incognita dei Grendel)
Circa duecento colonizzatori terrestri appartenenti a una spedizione interstellare finanziata dalla National Geographic Society, dopo un viaggio in animazione sospesa durato cento anni a bordo dell'astronave Geographic, sbarcano sul quarto pianeta della stella Tau Ceti. I terrestri ribattezzano il pianeta Camelot, insediandosi su di un'isola, vasta quasi come la Nuova Guinea, che chiamano Avalon. I coloni, tutti selezionati per le loro eccezionali capacità fisiche e mentali, scoprono che la tecnologia di animazione sospesa in alcuni casi ha avuto effetti collaterali imprevedibili; alcuni dei coloni hanno riportato deficit psicologici, altri hanno visto le loro capacità intellettive ridotte mentre otto di loro non si sono più risvegliati. I coloni iniziano a edificare una città che inizialmente proteggono con fili elettrificati e campi minati. Qui iniziano a coltivare piante locali e terrestri, a dedicarsi all'allevamento di bovini, ovini e pollame i cui embrioni sono stati congelati in grande quantità a bordo del Geographic rimasto in orbita intorno a Tau Ceti e in fase di smantellamento parziale. L'isola sembra un paradiso e i terrestri ostentano così tanta sicurezza da dimenticare ben presto le più elementari precauzioni, con gran frustrazione dell'unico responsabile della sicurezza della spedizione, l'ex colonnello Cadmann Weyland. Le acque sono ricche di un'unica specie di pesce, il "samlone", commestibile e ricercato dai coloni.
Ben presto alcuni eventi mettono in allarme Cadmann: animali uccisi, recinzioni divelte suggeriscono la presenza di un predatore. Nonostante l'uomo tenti di convincere i coloni del pericolo in agguato, essi non gli credono, troppo abituati alla comoda vita sul pianeta. Tra i più fermi oppositori alle idee di Cadmann vi sono Terry Faulkner, il marito della biologa Sylvia con la quale il colonnello aveva avuto una breve storia, e l'amministratore della colonia, Zack Moscowitz. Cadmann decide di cacciare l'animale da solo, con l'unico aiuto di Ernst, il già affermato biologo, risvegliatosi dall'ibernazione con gravi deficit intellettivi. Mentre il colonnello è a caccia, il mostro si introduce nell'insediamento e uccide una donna e il suo bambino appena nato. Quando Cadmann torna al campo ferito, dopo essersi battuto con il mostro che ha ucciso il suo compagno, viene accusato dai coloni di essere l'assassino della donna e del bambino. In attesa di analisi del DNA sui resti dell'animale raccolti durante la caccia, Cadmann viene narcotizzato e imprigionato; mentre l'uomo è incosciente la creatura attacca il campo e viene uccisa a prezzo di molte vittime tra i coloni. Terry rimane menomato e conscio del fatto che Sylvia potrebbe cercare in altri uomini ciò che lui non può più dargli, strappa alla moglie la promessa di non avere relazioni con Cadmann.
Cadmann, incapace di accettare il comportamento dei compagni nei suoi confronti che, nonostante le loro scuse, reputa un tradimento, abbandona la colonia e in compagnia di Mary Ann, una donna che lo stima e lo ama, costruisce una fattoria arroccata su di una montagna che provvede a fortificare. I coloni, grazie all'esperienza di Cadmann, scovano molti altri mostri, ribattezzati "Grendel" dell'omonima figura mitologica della saga di Beowulf, sterminandoli uno ad uno. I coloni sono perplessi di fronte all'ecologia dell'isola, poiché non sembra che vi siano per i Grendel fonti di cibo sufficiente. Mary Ann, biologa con deficit cognitivi, dovuti agli effetti collaterali dell'ibernazione, è conscia che nell'ecosistema di Camelot vi sia qualcosa che gli sfugge, ma non riesce ad individuare il bandolo della matassa.
Ben presto risulta evidente che i samloni non sono altro che lo stadio larvale dei Grendel, nutrimento principale dei mostri allo stadio adulto; lo sterminio dei Grendel adulti causa l'aumento incontrollato dei Grendel. Quando i terrestri si accorgono del pericolo è ormai troppo tardi per rimediare al danno ecologico e l'unica speranza rimasta, non essendo più possibile abbandonare il pianeta, è la difesa ad oltranza, organizzata da Cadmann. Migliaia di Grendel si riversano contro i coloni e sono respinti con difficoltà e a prezzo di molte vittime. La battaglia termina con il successo dei coloni che inviano un messaggio verso la terra raccontando la loro epopea, con la speranza che il tragico ma avventuroso evento sia da stimolo per i terrestri nel continuare la colonizzazione dello spazio.

## Personaggi
Cadmann "Cad" WeylandColonnello in congedo della "Forza di pace" delle Nazioni Unite. Quarantaduenne innamorato di Sylvia, con la quale ha avuto una relazione.
Sylvia FaulknerBiologa, sposata con lo scienziato Terry e a lui fedele fino a quando l'uomo non rimarrà menomato.
Terry FaulknerMarito di Sylvia, geloso del passato della moglie e della sua relazione con Cadmann tenterà in tutti modi di screditarne il lavoro. Durante un attacco di un Grendel perderà l'uso delle gambe.
Ernst CohenAffermato biologo, si è risvegliato dall'ibernazione con gravi deficit intellettivi. È la prima vittima dei Grendel.
Mary Ann EisenhowerBiologa con lievi problemi intellettivi a causa degli effetti collaterali dell'ibernazione. Innamorata di Cadmann, va a vivere con lui.
Zack MoscowitzLo stimato amministratore della colonia.
Carlos MartinezAmico di Cadmann. Dopo che la sua fidanzata, Bobbi Kanagawa, muore causa dei Grendel, collabora con Cad per sterminare i mostri. Ha una relazione con Sylvia.

## Edizioni
- (EN) Larry Niven, Jerry Pournelle e Steven Barnes, The Legacy of Heorot, 1ª ed., Londra, Gollancz, 1987.
- Larry Niven, Jerry Pournelle e Steven Barnes, L'incognita dei Grendel, traduzione di Antonella Pieretti, Urania n.1304, Milano, Mondadori, 1997.